# Paraleptidea femorata
Paraleptidea femorata là một loài bọ cánh cứng trong họ Cerambycidae.